# Im toten Winkel (2023)
Im toten Winkel (internationaler Titel In the Blind Spot) ist ein deutscher Mystery-Thriller von Ayşe Polat. In den Hauptrollen spielen Katja Bürkle, Ahmet Varlı, Çağla Yurga und Aybi Era. Der Titel des Films referenziert auf einen „blinden Fleck“ in der türkischen Geschichte, zu dem ausschließlich ein kleines Mädchen Zugang hat und seine Last trägt.
Die Premiere des Films fand am 19. Februar 2023 in der Sektion „Encounters“ der Berlinale statt, der offizielle Kinostart in Deutschland folgte am 4. Januar 2024.

## Handlung
Simone arbeitet im Nordosten der Türkei an einem Dokumentarfilmprojekt. Sie ist am Schicksal der Kurdin Hatice interessiert, deren Sohn vor einem Vierteljahrhundert entführt wurde. Schon bald überschatten sonderbare Zwischenfälle die Dreharbeiten: Die Dolmetscherin Leyla bringt die 7-jährige Melek mit, deren Blick durch Mark und Bein geht, nur knapp entgeht das Team einem Steinschlag auf der Schnellstraße und schließlich verschwindet der Rechtsanwalt Eyüp, der interviewt werden sollte. Über einen Kontakt versucht Simone an Informationen zu kommen, doch die Situation eskaliert: Statt eines geplanten Treffens im Hotelzimmer wird Simone kaltblütig erschossen.
Es entspinnt sich ein kalt-brutaler, subtil gerahmter Politthriller in drei Kapiteln mit einer multiperspektivisch erzählten Story. Die zweite Perspektive zeigt Zafer, der Eyüp observiert. Er misstraut Leyla, die seiner Tochter Melek Englischunterricht gibt und mit den Deutschen zusammenarbeitet. Als Eyüp interviewt werden soll, wird er von Zafer und seinen Gehilfen gekidnappt und gefoltert. Da er ein schwaches Herz hat, stirbt Eyüp unerwartet, sodass Zafer unter Druck gerät. Er entwickelt paranoide Züge, die dadurch verstärkt werden, dass ein Unbekannter ihn beobachtet und ihm Videos von ihm und seiner Tochter schickt.
In der dritten Perspektive wird deutlich, dass Zafers Komplize dessen Wohnung mit Kameras ausgestattet hat, vermutlich, um kompromittierendes Material zu sammeln. Zafers Tochter Melek spürt die Anwesenheit der Kameras und beginnt, von einem imaginären Freund zu berichten. Ihr Verhalten wird immer absonderlicher, erst recht, als Zafer sie bittet, den Fremden mit seinem Handy zu filmen und sie dadurch Zugang zu Zafers verstörenden Handyvideos erhält. Als Zafer die Deutschen um politisches Asyl ersucht und dafür im Gegenzug aussagen will, wird er kurz darauf ebenfalls erschossen. Melek gelingt mit Hilfe von Leyla die Flucht.

## Produktion
Der Film erhielt Förderung von der Beauftragten der Bundesregierung für Kultur und Medien, MOIN Film Fund Hamburg Schleswig-Holstein und dem Deutschen Filmförderungsfonds.
Die Dreharbeiten fanden vom 24. April 2021 bis 24. Juni 2021 in der Türkei und Hamburg statt.
Regisseurin Ayşe Polat ist selbst Kurdin und hat sich in ihren bisherigen Filmen mit dem Thema Trauma und seinen Spuren auf der Seele – sowohl der des Individuums als auch der des Kollektivs – auseinandergesetzt. Bei Im toten Winkel verdichtet sie das Thema und stellt den Protagonist Zafer als Teil eines autoritären Systems dar, das sich schließlich gegen sich selbst wendet und sich selbst zerstört. Verstärkt wird dieser Prozess durch Geister einer dunklen, nicht aufgearbeiteten Geschichte.

## Kritiken
Sofia Glasl (Süddeutsche Zeitung) stellt fest: Die verschachtelte Struktur ist das Glanzstück des Films, „ein kleinteiliges Puzzle aus Medien und Kameraperspektiven.“ Sie beschreibt „Im toten Winkel“ als Film über das Wegschauen sowie als „präzises visuelles Detektivspiel“. Dies mache den Sog des Films aus.

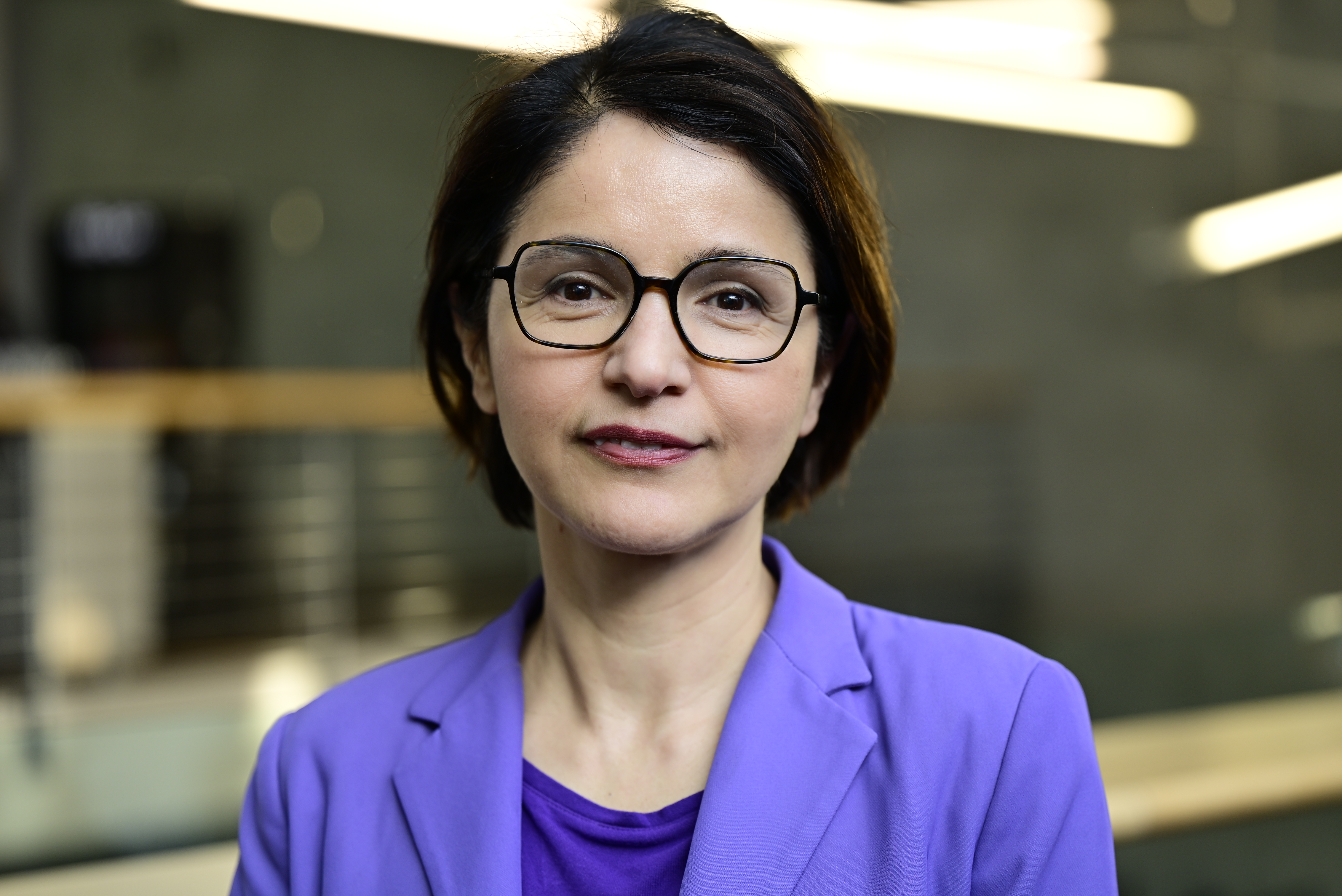
Für ihr Drehbuch zu Im toten Winkel wurde Ayşe Polat 2025 mit dem Preis der deutschen Filmkritik ausgezeichnet

Rüdiger Suchsland (SWR Kultur) meint, Regisseurin Ayşe Polat wage viel und gewinne: Ihr sei ein herausragender Paranoia-Thriller im Stil von Francis Ford Coppola gelungen, „der ein sehr konkretes Ereignis schildert, aber aus mehreren Perspektiven. Jede Perspektive erzählt uns das Ereignis neu und dreht die Handlung weiter, so wie das einst schon der große Akira Kurosawa in Rashomon tat.“ Zudem sei „Im toten Winkel“ auch „ein Film über das Sehen. Also über das Kino selbst in der Tradition der Werke von Michael Haneke.“ Suchsland wundert sich, „wieso über diesen herausragenden deutschen Film nicht viel mehr geredet wird, warum er nicht in aller Munde ist?“ Der Film sei „so viel überraschender als die allermeisten deutschen Kinowerke.“
Christine Deggau (rbbKultur) findet den Film „präzise und intelligent gebaut und nachhaltig verstörend.“ Der Politthriller entwickle einen großen Sog.
Im Tagesspiegel geht Esther Buss auf die Themen „Verlust, Verdrängung und generationenübergreifende Traumata“ ein. Als generischer Rahmen diene Regisseurin Polat dafür der politische Paranoia-Thriller und der Mystery-Film. „Eine Atmosphäre des Misstrauens und des Verdachts sind von Anfang an spürbar, in jedem Schwenk, jeder Zoombewegung liegt eine potenzielle Bedrohung.“ Buss stellt fest: „Das System geheimer Machenschaften und undurchsichtiger Netzwerke setzt Polat in Form gut lesbarer Allegorien ins Bild.“ Dennoch gehe es der Regisseurin in ihrem Film „weniger um Investigation und Entschlüsselung als um das mentale Bild einer von Geistern heimgesuchten Gesellschaft.“
Auf dem Online-Portal Filmstarts weist Janick Nolting darauf hin, dass der Film dem Publikum eine gekonnte Falle stelle: „Das wiederholte Neuansetzen und Springen zwischen Blickwinkeln verdichtet sich zu einer raffinierten Suchbewegung, in die sich der thematisierte Verfolgungswahn auf beklemmende Weise einschreibt.“ Permanent versetze einen die Regisseurin in höchste Aufmerksamkeit. Immer wieder glaube man, irgendwo Hinweise entschlüsseln und Verbindungen knüpfen zu müssen. Beachtlich sei vor allem auch, „wie Ayşe Polat ihre Gesellschaftsdiagnose nicht nur in Form eines wendungsreichen Thrillers, sondern auch einer Spukgeschichte erzählt. Jede Einstellung scheint auf das zu verweisen, das gerade unsichtbar, aber doch in irgendeiner Form anwesend ist …“ Nolting schreibt in Bezug auf die multimediale Erzählweise: „Wie kann ein Spielfilm in einer Zeit der Omnipräsenz digitaler Bilder, Medien und Kameras überhaupt aussehen? Wie kann er seine Perspektive noch wählen, um diesem Chaos gerecht zu werden? Der Film stellt solche Fragen und findet eine hochspannende Lösung.“

## Auszeichnungen
Internationale Filmfestspiele Berlin
Nominiert in der Sektion „Encounters“ in den Kategorien Bester Film, Beste Regie und für den Spezialpreis der Jury sowie für den Amnesty International Filmpreis.
International Istanbul Film Festival
Auszeichnung mit der Goldenen Tulpe als bester nationaler Film, für das beste Drehbuch und den besten Schnitt sowie mit dem FIPRESCI-Preis.
Internationales Filmfest Oldenburg
Auszeichnung mit dem German Independence Award als bester Film.
Ankara Film Festival
Auszeichnung in den Kategorien Beste Regie, Bestes Drehbuch, Beste Kamera, Bester Schnitt, Beste Ausstattung, Bester Hauptdarsteller und Beste Nebendarstellerin.
Deutscher Filmpreis 2024
Auszeichnung in Gold für die Beste Regie und das Beste Drehbuch sowie Filmpreis in Bronze in der Kategorie Bester Spielfilm.
Bayerischer Filmpreis 2024
Auszeichnung für Beste Regie (Ayşe Polat)
Preis der deutschen Filmkritik 2025
Auszeichnung für das Beste Drehbuch (Ayşe Polat)